# Poliedru dual

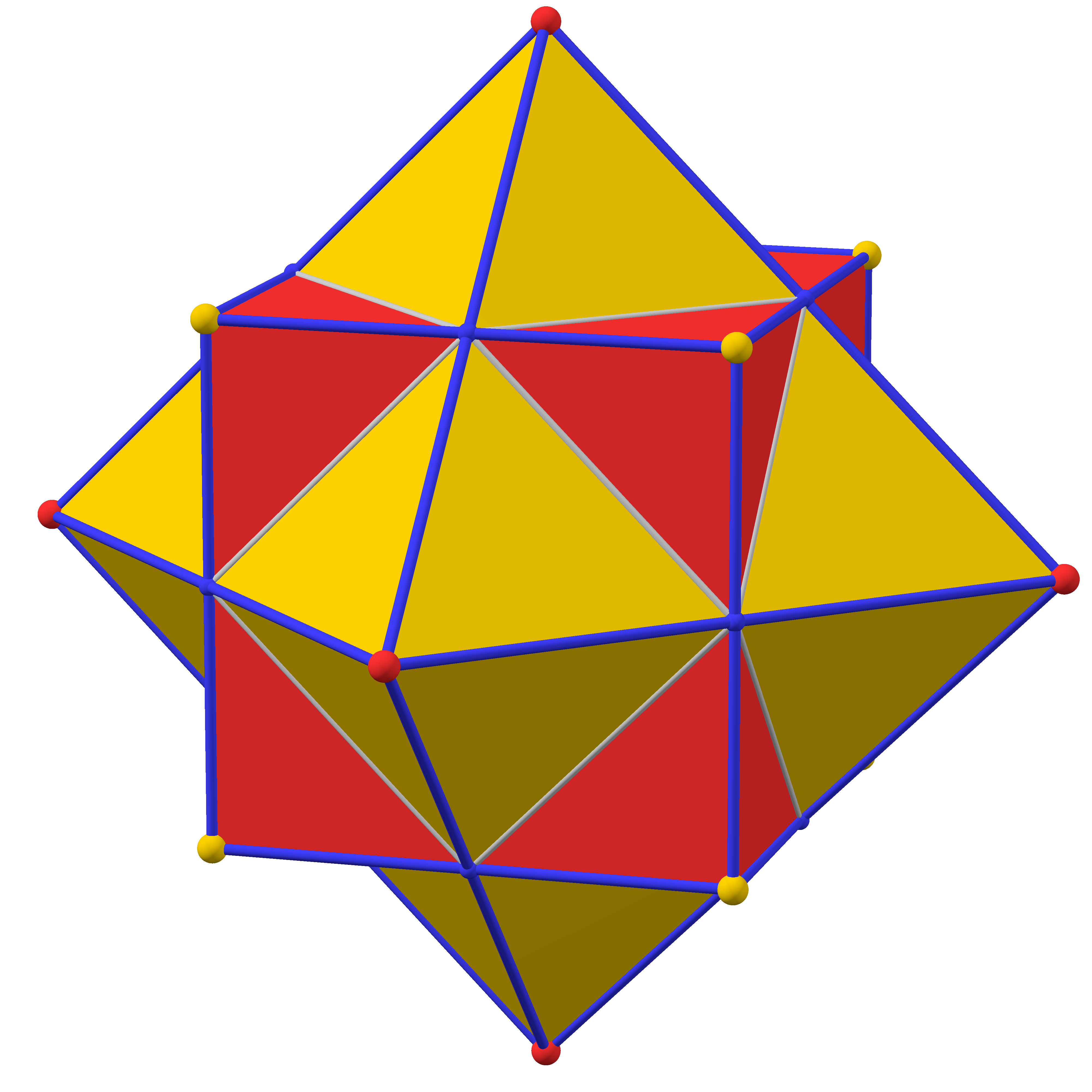
Dualul unui cub este un octaedru; vârfurile unuia corespund fețelor celuilalt

În geometrie orice poliedru este asociat cu o a doua figură, duală, unde vârfurile unuia corespund fețelor celeilalte și muchiile dintre perechile de vârfuri ale unuia corespund muchiilor dintre perechile de fețe ale celeilalte. („Corespondența” trebuie înțeleasă în sensul că sunt elemente de același tip, care chiar se intersectează, dar nu că ar fi aceleași.) Astfel de figuri duale rămân poliedre combinatorice sau abstracte⁠(d), dar nu toate sunt și poliedre geometrice. Pornind de la orice poliedru dat, dualul dualului său este poliedrul inițial.
Dualitatea conservă simetriile unui poliedru. Prin urmare, pentru multe clase de poliedre definite prin simetriile lor, dualii aparțin și ei aceluiași grup de simetrie. Astfel, poliedrele regulate — poliedrele platonice (convexe) și poliedrele Kepler–Poinsot (stelate) — formează perechi duale, unde tetraedrul regulat este autodual. Dualul unui poliedru izogonal (având vârfuri echivalente), este unul izoedric, având fețe echivalente. Dualul unui poliedru izotoxal (având muchii echivalente) este, de asemenea, izotoxal.
Dualitatea este strâns legată de inversiune sau polaritate, o transformare geometrică care, atunci când este aplicată unui poliedru convex, realizează poliedrul dual ca un alt poliedru convex.

## Tipuri de dualitate

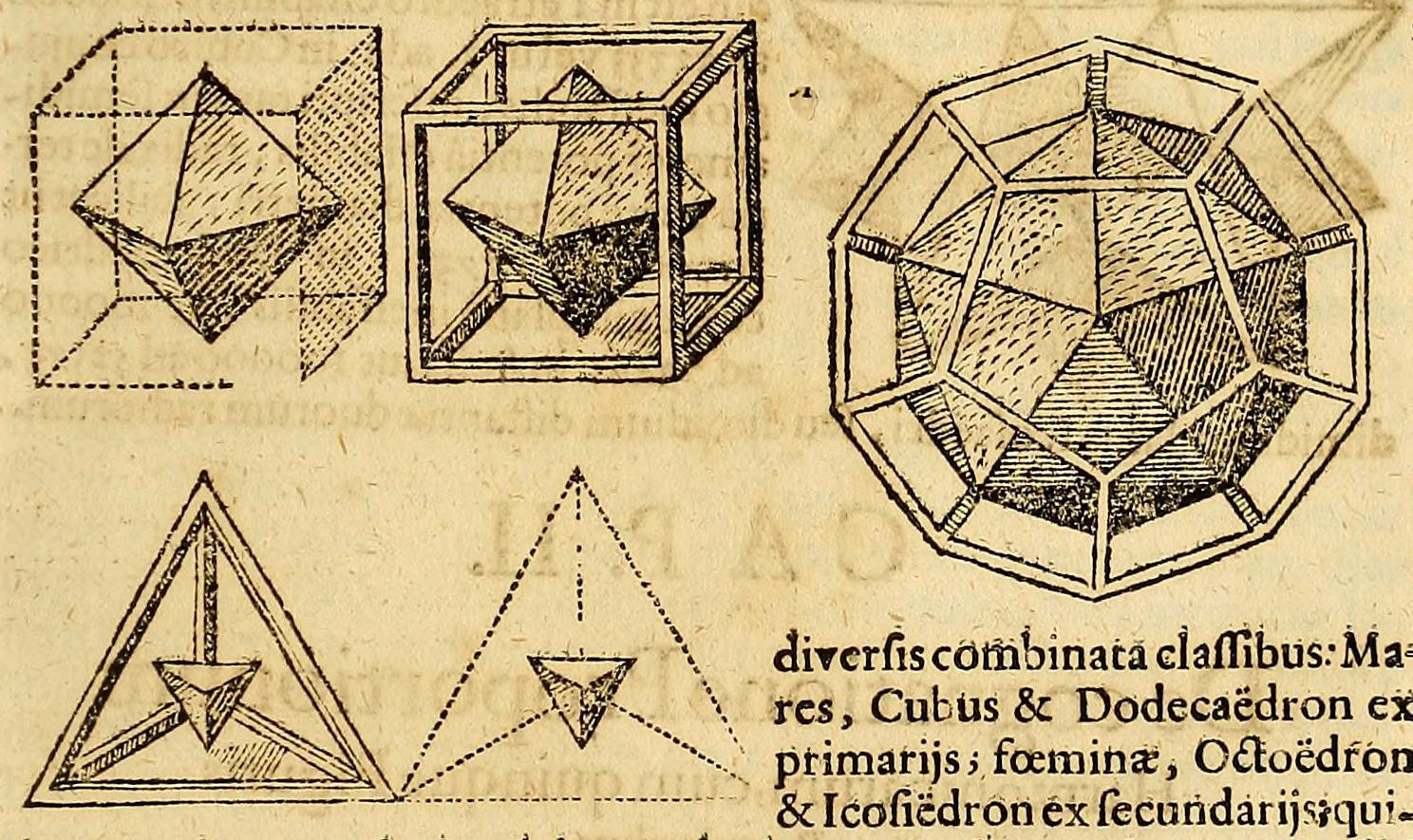
Dualul unui poliedru platonic poate fi construit conectând centrul fețelor. În general asta creează doar un dual topologic.
Ilustrații din Harmonices Mundi (1619) de Kepler.

Există multe feluri de dualitate. Cele mai relevante pentru poliedrele elementare sunt inversiunea polară și dualitatea topologică sau abstractă.

### Inversiunea polară
Dualul poliedrului P este adesea definit în termeni de inversiune polară față de o sferă. Aici, fiecare vârf (pol) este asociat cu planul feței (plan polar), astfel încât raza de la centru la vârf să fie perpendiculară pe plan, iar produsul distanțelor de la centru la două puncte duale este egal cu pătratul razei sferei.
Când sfera are raza r și centrul în origine, adică este definită de ecuația {\displaystyle x^{2}+y^{2}+z^{2}=r^{2},} iar P este un poliedru convex, atunci dualul său polar este definit prin
{\displaystyle P^{\circ }=\{q\in \mathbb {R} ^{3}\mid q\cdot p\leq r^{2}{\text{ pentru toți }}p\in P\}}
unde {\displaystyle q\cdot p} este produsul scalar al q și p.
Dacă nu este specificată nicio sferă în construcția dualului, atunci se subînțelege că în definițiile de mai sus este utilizată sfera unitate, adică având {\displaystyle r=1\,}.
Pentru fiecare față a lui P descrisă de ecuația liniară
{\displaystyle x_{0}x+y_{0}y+z_{0}z=r^{2}\,},
poliedrul dual {\displaystyle P^{\circ }} va avea un vârf {\displaystyle (x_{0},y_{0},z_{0})}. Similar, fiecare vârf al P corespunde unei fețe a {\displaystyle P^{\circ }}, și fiecare muchie a lui P corespunde unei muchii a lui {\displaystyle P^{\circ }}. Corespondența între vârfuri, muchii și fețele lui P și {\displaystyle P^{\circ }} inversează elementele. De exemplu, dacă o muchie a lui P conține un vârf, muchia corespondentă a lui {\displaystyle P^{\circ }} va fi conținută în fața corespondentă.
Pentru poliedrele simetrice având un centru evident, de obicei poliedrul și sfera se iau concentrice, ca în construcția lui Dorman Luke descrisă mai jos. Dacă există mai multe axe de simetrie, acestea se vor intersecta în mod necesar într-un singur punct, care de obicei este considerat ca fiind centrul. În caz contrar, de obicei se ia o sferă circumscrisă, o sferă înscrisă sau o sferă mediană (cea tangentă la toate muchiile).
Totuși, este posibil să se inverseze un poliedru față de orice sferă, iar forma rezultată a dualului va depinde de mărimea și poziția sferei; pe măsură ce sfera se schimbă, se schimbă și forma duală. Alegerea centrului pentru sferă este suficientă pentru a defini dualitatea până la similaritate.
Dacă un poliedru din spațiul euclidian are un element care trece prin centrul sferei, elementul corespunzător al dualului său va merge la infinit. Deoarece spațiul euclidian nu atinge niciodată infinitul, echivalentul proiectiv, numit spațiu euclidian extins, se poate forma prin adăugarea planului de la infinit necesar. Unii teoreticieni preferă să se țină de spațiul euclidian și spun că nu există dualitate. Între timp, Wenninger (1983) a găsit o modalitate de a reprezenta aceste duale infinite, într-o manieră potrivită pentru realizarea de modele (a unei porțiuni finite).
Conceptul de dualitate aici este strâns legat de dualitatea din geometria proiectivă, unde dreptele și muchiile sunt interschimbate. Polaritatea proiectivă funcționează suficient de bine pentru poliedrele convexe. Dar pentru figurile neconvexe, cum ar fi poliedrele stelate, atunci când se încearcă să se definească riguros această formă de dualitate poliedrică în termeni de polaritate proiectivă, apar diverse probleme. Datorită problemelor de definire a dualității geometrice a poliedrelor neconvexe, Grünbaum (2007) susține că orice definiție adecvată a unui poliedru neconvex ar trebui să includă o noțiune a poliedrului dual.

#### Duale canonice

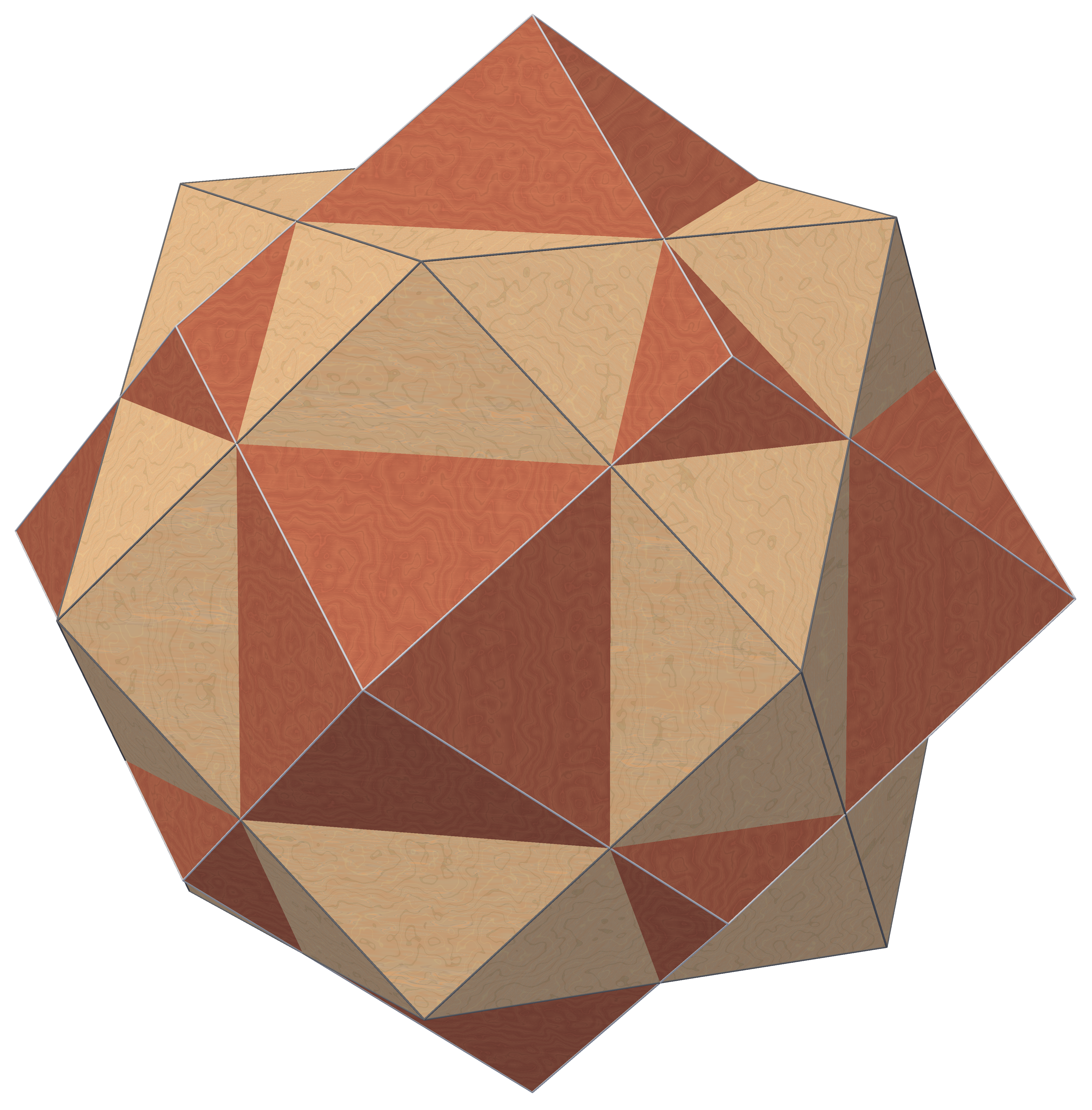
Compus dual canonic de cuboctaedru și dodecaedru rombic; perechile de muchii se întâlnesc pe sfera mediană comună

Orice poliedru convex poate fi distorsionat într-o formă canonică, în care există o sferă mediană tangentă la fiecare muchie astfel încât media pozițiilor punctelor de tangență este centrul sferei. Această formă este unică până la congruențe.
Dacă se inversează un astfel de poliedru canonic față de sfera sa mediană, poliedrul dual va avea aceleași puncte de tangență ale muchiilor, prin urmare trebuie să fie și el canonic. Este dualul canonic, iar cele două poliedre formează împreună o pereche duală canonică.

### Dualitatea topologică
Chiar și atunci când o pereche de poliedre nu poate fi obținută prin formele inversate ale unuia față de celălalt, ele pot fi numite duale între ele atâta timp cât vârfurile unuia corespund fețelor celuilalt, iar muchiile unuia corespund muchiilor celuilalt într-un mod care conservă incidența. Astfel de perechi de poliedre sunt duale topologice sau abstracte.
Vârfurile și marginile unui poliedru convex formează un graf (1-schelet al poliedrului), încorporat pe o sferă topologică, suprafața poliedrului. Același graf poate fi proiectat pentru a forma o diagramă Schlegel pe un plan. Graful format de muchiile și vârfurile poliedrului dual este graful său dual. Mai general, pentru orice poliedru ale cărui fețe formează o suprafață închisă, vârfurile și muchiile poliedrului formează un graf încorporat pe această suprafață, iar vârfurile și marginile poliedrului dual (abstract) formează graful dual.

## Construcția Dorman Luke

Construcția Dorman Luke

Pentru un poliedru uniform, fața poliedrului dual poate fi găsită din figura vârfului poliedrului inițial folosind construcția Dorman Luke.
Un exemplu este imaginea alăturată, care prezintă figura vârfului (roșu) al cuboctaedrului folosit pentru a obține o față (albastră) a dodecaedrului rombic. Înainte de a începe construcția, figura vârfului ABCD se obține prin tăierea fiecărei muchii conectate la (în acest caz) punctul din mijlocul său.
Construcția lui Dorman Luke continuă apoi:
1. Se trasează figura vârfului ABCD.
2. Se trasează cercul circumscris (care trece prin fiecare vârf A, B, C și D).
3. Se trasează tangentele la cerc în fiecare vârf A, B, C, D.
4. Se notează punctele E, F, G, H, în care fiecare tangentă se intersectează cu tangenta adiacentă.
5. Poligonul EFGH este o față a poliedrului dual.

În acest exemplu, dimensiunea figurii vârfului a fost aleasă astfel încât cercul său circumscris să se afle pe sfera mediană a cuboctaedrului, care devine și sfera mediană a dodecaedrului rombic dual.
Construcția Dorman Luke se poate utiliza numai acolo unde un poliedru are o astfel de sferă mediană și figura vârfului este inscriptibilă într-un cerc. De exemplu, poate fi aplicată la poliedre uniforme.

## Poliedre autoduale
Topologic, un poliedru autodual este unul al cărui dual are exact aceeași conectivitate între vârfuri, muchii și fețe. În mod abstract, au aceeași diagramă Hasse.

Un poliedru autodual geometric nu este autodual doar topologic, ci și inversul său polar față de un anumit punct (de obicei centrul său) este o figură similară. De exemplu, dualul unui tetraedru regulat este un alt tetraedru regulat, reflectat față de origine.
Orice poligon este autodual topologic (are același număr de vârfuri și laturi, iar acestea sunt interschimbate prin dualitate), dar nu vor fi în general autoduale geometric (până la o mișcare rigidă, de exemplu). Orice poligon are o formă regulată care este autoduală geometric față de cercul său înscris: toate unghiurile sunt congruente, la fel ca toate laturile, ca urmare prin dualitate aceste congruențe se interschimbă.
Similar, fiecare poliedru convex autodual topologic poate fi realizat printr-un poliedru autodual geometric echivalent, poliedrul său canonic, inversul față de centrul sferei mediane.
Există infinit de multe poliedre autoduale geometric. Cea mai simplă familie infinită sunt piramidele canonice cu n fețe. O altă familie infinită, piramidele alungite, constă din poliedre care pot fi descrise aproximativ ca o piramidă așezată deasupra unei  prisme cu același număr de fețe laterale. Adăugarea unui trunchi de piramidă (piramidă cu vârful tăiat) sub prismă generează o altă familie infinită și așa mai departe.
Există multe alte poliedre convexe, autoduale. De exemplu, există alte 6, diferite, cu 7 vârfuri, și 16 cu 8 vârfuri.
Un icosaedru neconvex autodual cu fețe hexagonale a fost descoperit de Brückner în 1900. Au fost găsite și alte poliedre neconvexe autoduale, în funcție de anumite definiții ale poliedrelor neconvexe și ale dualilor acestora.
| 3 | 4 | 5 | 6 |

| 3 | 4 | 5 |

| 3 | 4 | 5 | 6 | 7 |

## Politopuri și teselări duale
Dualitatea poate fi generalizată la spațiul n-dimensional la politopuri duale. În două dimensiuni acestea devin poligoane duale.
Vârfurile unui politop corespund elementelor (n−1)-dimensionale (fațetelor celuilalt), iar punctele j care definesc un element (j−1)-dimensional va corespunde hiperplanelor care se intersectează pentru a genera un element (n−j)-dimensional. Dualul unei teselări n-dimensionale sau al unui fagure poate fi definit în mod similar.
În general, fațetele dualului unui politop vor fi dualele topologice ale figurilor vârfurilor politopului. Pentru inversele polare ale politopurilor regulate și ale celor  uniforme, fațetele duale vor fi inversele polare ale figurilor vârfurilor politopului inițial. De exemplu, în patru dimensiuni, figura vârfului la 600-celule este un icosaedru regulat; dualul unui 600-celule este un 120-celule, ale cărui fațete sunt dodecaedre, care este dualul icosaedrului.

### Politopuri și teselări autoduale

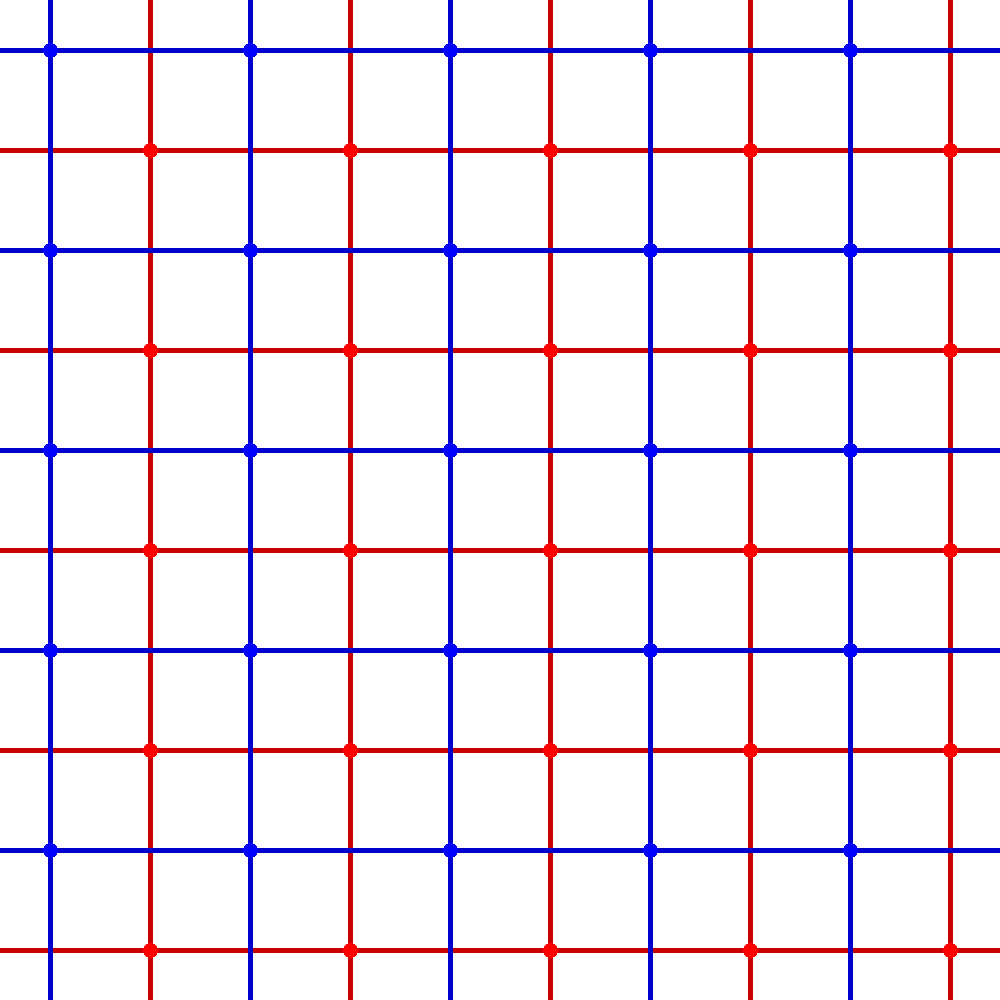
Pavarea pătrată, {4,4}, este autoduală, cum se vede din pavările roșie și albastră

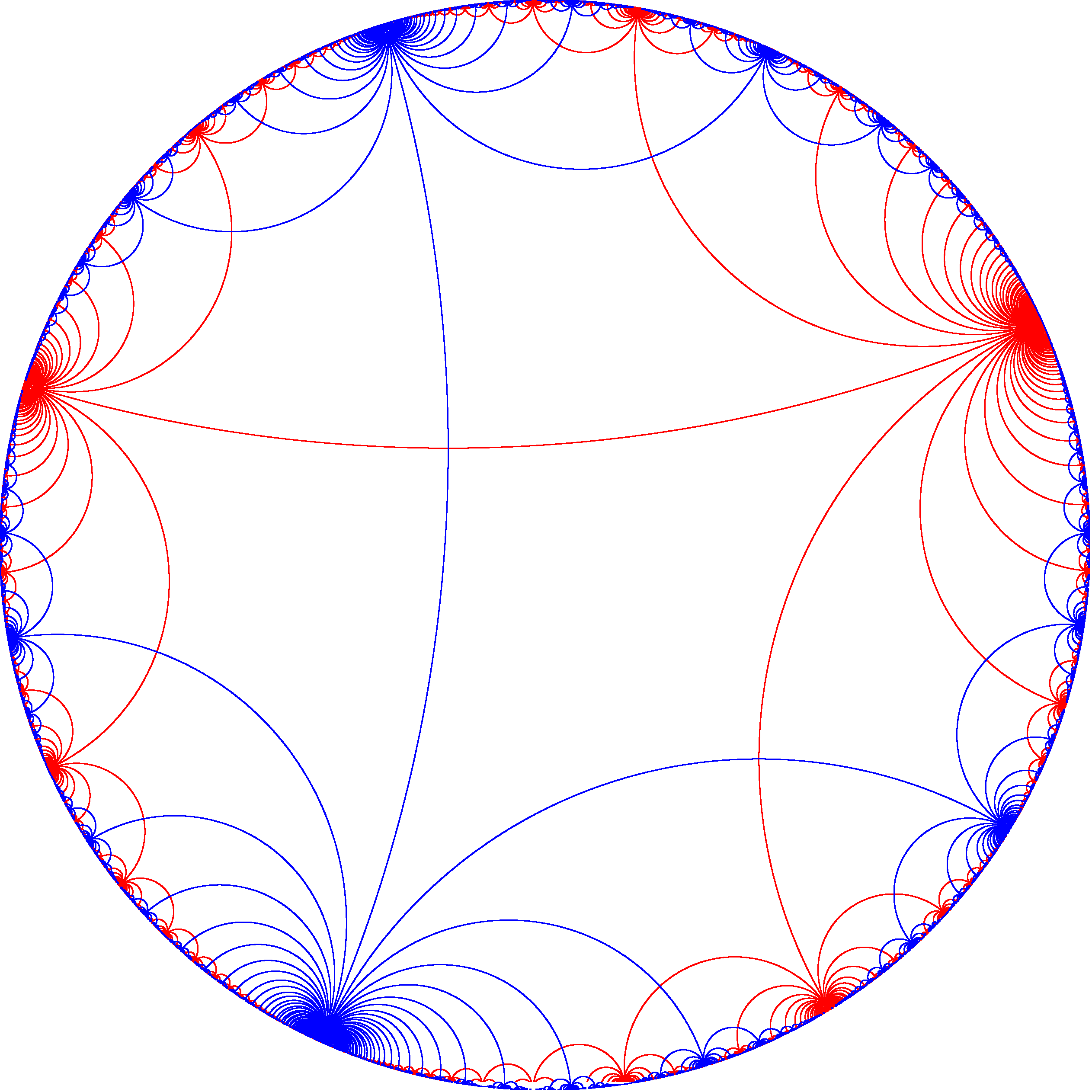
Pavarea apeirogonală de ordin infinit, {∞,∞} este cu roșu, iar duala sa cu albastru

Clasa primară de politopuri autoduale sunt politopurile regulate cu  simboluri Schläfli palindromice. Toate poligoanele regulate, {a}, sunt autoduale, la fel poliedrele de forma {a, a}, 4-politopurile de forma {a, b, a}, 5-politopurile de forma {a, b, b, a} etc.
Politopiurile regulate autoduale sunt:
- Toate poligoanele regulate, {a}.
- Tetraedrul regulat, {3,3}
- Toate n-simplexurile regulate, {3,3, ... ,3}
- 24-celule regulat, {3,4,3}
- Marele 120-celule, {5,5/2,5} și marele 120-celule stelat, {5/2,5,5/2}

Fagurii euclidieni regulați infiniți autoduali sunt:
- Apeirogonul, {∞}
- Pavarea pătrată, {4,4}
- Fagurele cubic, {4,3,4}
- În general, toți fagurii hipercubici euclidieni n-dimensionali regulați, {4,3,...,3,4}

Fagurii hiperbolici regulați (infiniți) autoduali sunt:
- Pavările hiperbolice compacte, {5,5}, {6,6}, ... , {p,p}
- Pavarea hiperbolică paracompactă, {∞,∞}
- Fagurii hiperbolici compacți, {3,5,3}, {5,3,5} și {5,3,3,5}
- Fagurii hiperbolici paracompacți, {3,6,3}, {6,3,6}, {4,4,4} și {3,3,4,3,3}.